# Sonia Garmers
Sonia Garmers, née le 9 janvier 1933 à Curaçao (Indes occidentales néerlandaises) et morte le 18 mars 2025 dans la même île, est une écrivaine néerlandaise. 
En 1981, elle reçoit le prix Nienke van Hichtum pour son livre pour enfants Orkaan en Myra. Sonia Garmers est une personnalité appréciée tant aux Antilles qu'aux Pays-Bas, qui sait transmettre avec brio l'identité de la population antillaise, dans ses livres, à la radio et à la télévision. Elle est également connue pour ses livres de cuisine.

## Biographie
Sonia Garmeers est née le 9 janvier 1933 à Curaçao. Après l'école secondaire, Sonia Garmers travaille dans une librairie puis comme journaliste. Elle réalise une page en papiamento pour enfants dans le journal Today, pour lequel elle écrit de nombreuses histoires pour enfants. Elle écrit également des articles sur la politique, l'éducation et l'émancipation pour l'hebdomadaire La Cruz, principalement en papiamento. Elle publie son premier livre pour enfants en papiamento, Conta Cuenta. Avec Nydia Ecury et Mila Palm, elle publie le recueil de poésie, Tres Rosea et écrit deux livrets sur la magie noire avec Hanny Lim. Elle écrit aussi des livres de cuisine, très populaires.
Elle travaille pour Radio Hoyer, ce qui lui vaut des invitations à enregistrer ses histoires. 
À la fin des années 1970, Sonia Garmers vit aux Pays-Bas et écrit de courtes chroniques parlées pour l'émission de radio NCRV Rozengeur en Prikkeldraad. Comme Diana Lebacs et d'autres auteurs antillais, elle bénéficie du soutien et des encouragements de Miep Diekmann lorsqu'elle commence à écrire également en néerlandais. Grâce à Miep Diekmann, ses livres sont publiés par les Editions Léopold (nl),,.
Son premier livre publié aux Pays-Bas, Lieve koningin, hierbij stuur ik U mijn dochter (Chère reine, je t'envoie ma fille), est publié en 1976.
En 1981, son roman pour la jeunesse, Orkaan en Mayra est récompensé par la fondation Jan Campert qui lui attribue le Prix Nienke van Hichtum (nl). Aux Antilles, elle reçoit le prix Cola Debrot pour Orkaan et Orkaan en Mayra.
Elle retourne à Curaçao en 1988.
Après 1985, elle ne publie plus de livres pour enfants, même si elle donne toujours des conférences sur la littérature jeunesse aux Antilles. En janvier 2008, Sonia Garmers est l'invitée du festival Winternachten (nl) à La Haye.
Avec Diana Lebacs, elle est l'une des auteurs antillaises les plus connues de livres pour enfants. 
Par ses livres, Sonia Garmers veut propager la culture antillaise. Les personnages principaux — majoritairement des jeunes — vivent au quotidien à Curaçao, où ils sont confrontés à la maturation, aux relations, aux amours, à la sexualité, à la différence entre riches et pauvres, et à la mort. Les femmes y occupent généralement une position forte et indépendante. Dans Lieve koningin, hierbij stuur ik u mijn dochter ((1976), plusieurs fois réimprimé, elle s'adresse à la reine Juliana — qui est, comme elle, mère de quatre filles — pour opposer avec esprit les mœurs des Antilles à celles des Pays-Bas.

## Distinctions
- 1975 : Médaille d'Or, Ordre d'Orange-Nassau
- 1981 : Prix Nienke van Hichtum[2]
- 1982 : Plaka di merito Personahe di aña
- 1983 : Prix Cola Debrot[2]
- 2006 : Tapushi di oro[6]
- 2008 Plaka FPI : hommage pour sa contribution à la langue et à la culture de Curaçao

## Œuvres
- (pap) Cuentanan pa mucha, 2 vol., 1956, 1959
- (pap) Un macutu jen di cuenta, 1960 ; ill. WC Dieleman
- (pap) Tipnan pa damas : 60 aña La Cruz, 1960
- (pap) Papiando riba nos Buniteza, 1961
- (pap) Bon apetit!, s.d., livre de cuisine
- (pap) Cu Marina den cushina, s.d., livre de cuisine
- (pap) Ku Marina den kúshina, 1975, livre de cuisine
- (pap) Receta favorito, s.d.) livre de cuisine
- (pap) Recetas, s.d., livre de cuisine
- (pap) Brueria di henter mundo, 1975, avec Hanny Lim
- (nl) Lieve Koningin, hierbij stuur ik U mijn dochter, 1976
- (nl) Orkaan, 1977, ; ill. Thé Tjong-Khing, livre pour enfants
- (nl) Orkaan en Mayra, 1980, livre pour enfants
- (pap) Nos ku nos: reseptnan, 2 vol. 1980, 1981, livre de cuisine
- (nl) Ieder diertje z’n pleziertje, 1983, ill. Reintje Venema, livre pour enfants
- (nl) Wonen in een glimlach, 1985, livre pour enfants
- (nl) De Antilliaanse keuken, 1988, livre de cuisine
- (pap) Brua pa tur dia = Magie voor elke dag, 1992, avec Hanny Lim